# Gene Upshaw
Eugene "Gene" Thurman Upshaw, Jr. (* 15. August 1945 in Robstown, Texas, USA; † 20. August 2008 in Lake Tahoe, Kalifornien) war ein American-Football-Spieler und -Funktionär. Er spielte als Guard in der American Football League (AFL) und in der National Football League (NFL) bei den Oakland Raiders.

## Jugend
Gene Upshaw wurde als Sohn von Cora und Eugene Upshaw Sr. in Robstown geboren. Sein Vater arbeitete bei einer Ölfirma, seine Mutter war eine Heimarbeiterin. Gene war der Älteste von drei Brüdern. Sein Bruder Marvin Upshaw wurde wie er selbst professioneller Footballspieler und spielte unter anderem für die Kansas City Chiefs. Neben der Schule mussten er und seine beiden Brüder Baumwolle pflücken. Sowohl Marvin, als auch Gene spielten als Kinder Baseball. Im Jahr 1958 erreichten sie mit ihrem Little-League-Team die "Little League World Series". Der Vater von Gene war selbst Baseballspieler in einem Minor-League-Team, legte allerdings Wert darauf, dass die Kinder erst eine Collegestudium abschlossen, bevor sie sich entschlossen professionell Baseball zu spielen. Im Gegensatz zu seinem Bruder Marvin, der schon auf der High School ein ausgezeichneter Footballspieler war, spielte Gene erst unmittelbar vor seinem Schulabschluss ein Jahr lang Football.

## Spielerlaufbahn

### Collegekarriere
Upshaw wollte an der Texas A&I University studieren, da dieses College nahe seiner Heimatstadt lag. Da er kein Stipendium angeboten bekam, entschloss er sich zur Ableistung eines Probetrainings bei der dortigen College-Football-Mannschaft. Upshaw konnte mit seinen athletischen Fähigkeiten überzeugen und erhielt das Stipendium. Er spielte als Center und Tackle von 1964 bis 1966 in der Offense der Footballmannschaft. Upshaw wurde während seines Studiums in die Conference-Auswahl und zum All-American gewählt. Im Jahr 1967 spielte er unter Otto Graham im "Senior Bowl" und in weiteren Auswahlspielen. Seine überzeugende Spielweise ließ die Scouts der Profiligen auf ihn aufmerksam werden. Gene Upshaw schloss nach dem Beginn seiner Profikarriere sein Studium im Jahr 1968 mit einem Wirtschaftsabschluss ab und ließ in den Jahren 1969 und 1982 weitere Studien an der California State University und an der Golden Gate University Law School folgen.

### Profikarriere
Gene Upshaw wurde im Jahr 1967 von den Oakland Raiders in der ersten Runde an 19. Stelle gedraftet. Der Trainer der Raiders, John Rauch, setzte ihn bereits als Rookie als Starter auf der Position eines Guards ein. Auf dieser Position hatte er den Schutz von Quarterback Daryle Lamonica zu gewährleisten. 1967 konnten die Raiders 13 von 14 Spielen in der American Football League gewinnen. Mit diesem Ergebnis zogen sie in das AFL-Endspiel gegen die Houston Oilers ein. Die Oilers unterlagen mit 40:7 und die Raiders qualifizierten sich für das "AFL-NFL Championship Game", welches später in Super Bowl II umbenannt wurde. Gegner im Super Bowl waren die von Vince Lombardi trainierten Green Bay Packers, die sich mit 33:14 gegen die Raiders durchsetzen konnten. 1968 zogen die Raiders erneut in das AFL-Endspiel ein, unterlagen aber den von Weeb Ewbank trainierten New York Jets mit 27:23. Im Jahr 1969 übernahm John Madden das Traineramt bei den Raiders. Das Team aus Oakland blieb eine Spitzenmannschaft und zog zum dritten Mal in Folge in das AFL-Endspiel ein. Gegner waren die von Hank Stram betreuten Kansas City Chiefs, die mit 17:7 die Oberhand behielten. Auch in den Jahren 1970, 1973, 1974 und 1975 wurde Upshaw und den Raiders der Einzug in den Super Bowl verwehrt. Im ersten AFC Championship Game unterlagen sie 1970 den Baltimore Colts mit 27:17, 1973 den Miami Dolphins mit 27:10, 1974 den Pittsburgh Steelers mit 24:13 und nochmals 1975 mit 16:10.
Daryle Lamonica hatte im Jahr 1974 in der NFL seine Laufbahn beendet. Ken Stabler, der bereits seit 1970 bei dem Team aus Kalifornien unter Vertrag stand, hatte 1973 ihn von der Position des Starting-Quarterbacks verdrängt. Upshaw war auch für den Schutz von Stabler mitverantwortlich. Die Serie von Endspielniederlagen endete für ihn im Jahr 1976. Das Team hatte in der regular Season lediglich eines von 14 Spielen verloren und zog mit diesem Ergebnis in die Play-offs ein. Gegner im Divisional-Play-off-Spiel waren die New England Patriots, die knapp mit 24:21 besiegt werden konnten. Im AFC Championship Game traf die Mannschaft erneut auf die von Chuck Noll betreuten Steelers. Der Mannschaft um Gene Upshaw gelang die Revanche für die beiden vorhergehenden Endspielniederlagen und gewann mit 24:7. Gegner im Super Bowl XI waren die Minnesota Vikings, die sich mit 32:14 der Mannschaft aus Oakland geschlagen geben musste. Stabler blieb auch aufgrund der Leistung seiner Offensive Line um Upshaw in den Play-offs fehlerfrei und warf vier Touchdownpässe. 1977 konnten die Raiders ihren Super Bowl Titel nicht verteidigen. Sie trafen im AFC Championship Game auf die Denver Broncos und verließen mit einer 20:17-Niederlage das Spielfeld.
Nach der NFL-Saison 1978 übernahm Tom Flores das Traineramt bei den Raiders. Stabler wiederum verließ das Team im Jahr 1979 und wurde durch Jim Plunkett ersetzt. Mit ihnen feierte Eugene Upshaw in der NFL-Saison 1980 seinen zweiten Super Bowl Sieg. Das Team hatte elf von 16 Spielen gewonnen und zog damit in das Wildcard Spiel der American Football Conference (AFC) gegen die Houston Oilers ein. Das Spiel endete mit 27:7 für die Raiders, die auch das nachfolgende Divisional-Play-off-Spiel gegen die Cleveland Browns mit 14:12 gewinnen konnten. Im AFC Championship Game trafen die Raiders auf die San Diego Chargers und konnten sich in dem Spiel knapp mit 34:27 behaupten. Dick Vermeil war mit seinen Philadelphia Eagles der Gegner der Raiders im Super Bowl XV. Die Raiders gewannen das Spiel mit 27:10. Auch in dieser Endrunde kam der Offensive Line von Upshaw eine besondere Bedeutung zu. Plunkett warf acht Touchdownpässe, davon drei im Super Bowl, bei drei eigenen Interceptions.
Gene Upshaw beendete nach der Spielrunde 1981 seine Laufbahn.

## Funktionärslaufbahn
Im Jahr 1983 wurde Upshaw Vorsitzender der Spielergewerkschaft National Football League Players Association (NFLPA). Die Spieler waren aufgrund der Bestimmungen, die die NFL erlassen hatte, nach der Draft sehr lange an den Verein gebunden. Da die NFL auf die Forderung diese Bestimmung zu lockern nicht eingehen wollte, traten die Mitglieder der NFLPA 1987 in einen Streik. Letztendlich blieb dieser erfolglos, da die Teambesitzer Streikbrecher engagierten und sich nicht alle Spieler dem Streik anschlossen. Der Spielbetrieb lief in der NFL weiter. 1993 konnten die NFL Teambesitzer die Einführung der Free Agency jedoch nicht verhindern. Die Spielergewerkschaft akzeptierte dafür im Gegenzug die Einführung der Salary Cap. Jede Mannschaft durfte nur einen vorher festgelegten Betrag für Spielergehälter ausgeben. Dieser lag im Jahr 2008 bei 116 Millionen US-Dollar. 1994 gründete Upshaw eine Verwertungsgesellschaft, um zu verhindern, dass mit den Namen und Bildern der Spieler geworben wird, ohne sie finanziell am Erfolg des Produkts zu beteiligen. So müssen Produzenten von Videospielen Lizenzgebühren bezahlen, wenn sie die Namen und Bilder der Spieler verwenden. Diese Gesellschaft erwirtschaftete alleine im Jahr 2000 40 Millionen US-Dollar. Upshaw blieb bis zu seinem Tod der Vorsitzende der NFLPA.

## Familie
Gene Upshaw war zweimal verheiratet und hatte drei Kinder. Er leitete von 1970 bis 1978 seine eigene Wirtschaftsberatungsfirma. Eugene Upshaw starb an einem Pankreastumor. Seine Grabstätte ist unbekannt.

## Ehrungen
Upshaw spielte siebenmal im Pro Bowl oder AFL-Star Game, dem Abschlussspiel der besten Spieler einer Saison. Er wurde elfmal zum All-Pro oder zum AFL All-Star gewählt.
Er ist Mitglied im NFL 75th Anniversary All-Time Team, im NFL 1970s All-Decade Team, in der Pro Football Hall of Fame, in der Texas Sports Hall of Fame und in der Bay Area Sports Hall of Fame. In den Jahren 1973, 1974 und 1977 wurde er zum Lineman of the Year der AFC gewählt, 1977 erfolgte die Wahl für die gesamte NFL. Zu seinen Ehren trugen alle Spieler im ersten Spiel der Saison 2008 seine Initialen und seine Rückennummer auf dem Trikot. Diese wurden auch auf den Spielfeldern aufgebracht. Nach diesem Spieltag trugen alle Spieler seine Initialen für den Rest der Saison auf dem Helm.